# Mud Lake Canal
Pour les articles homonymes, voir Mud Lake.
Le Mud Lake Canal est un canal américain situé dans le comté de Monroe, en Floride. Protégé au sein du parc national des Everglades, il est inscrit au Registre national des lieux historiques et classé National Historic Landmark depuis le 20 septembre 2006.